# Heterobrissus hemingi
Heterobrissus hemingi is een zee-egel uit de onderorde Paleopneustina.
De wetenschappelijke naam van de soort werd in 1902 gepubliceerd door Alfred William Alcock, die de ontdekking, beschrijving en naamgeving ervan toeschreef aan A.R.S. Anderson.